# 莫利纳塞卡
莫利纳塞卡，是西班牙卡斯蒂利亚-莱昂莱昂省的一个市镇。 总面积79平方公里，总人口771人（001年），人口密度10人/平方公里。